# Kim cương dành cho chuyên chính vô sản
Kim cương dành cho chuyên chính vô sản (tiếng Nga: Бриллианты для диктатуры пролетариата) là một cuốn tiểu thuyết trinh thám của nhà văn Yulian Semyonov, ra đời năm 1971.

## Nội dung
Bối cảnh truyện diễn ra vào năm 1921, một vụ mất cắp trang sức quý hiếm xảy ra ở GOKHRAN, nhân vật trinh sát Isayev được lệnh tiến hành một cuộc điều tra bí mật.

## Chuyển thể
- Kim cương dành cho chuyên chính vô sản (phim, 1975)
- Isayev (phim, 2008)